# Cooper T51
La Cooper-Climax T51 è una vettura da Formula 1 realizzata dalla Cooper Car Company nel 1959 e che gareggiò nel campionato medesimo; partecipò anche l'anno successivo divenendo la prima monoposto di Formula 1 ad esporre uno sponsor, ovvero il marchio della Yeoman Credit Racing.

## Sviluppo
Sin dalle origini del campionato di Formula 1, le grandi case costruttrici avevano puntato  su autovetture dotate di propulsore anteriore. John Cooper decise di porre termine a questa tradizione realizzando una monoposto dotata di un motore posto nella parte posteriore della vettura per ottenere nuovi livelli di maneggevolezza e leggerezza strutturale.

## Tecnica
La T51 trae spunto da un originale vettura costruita per il campionato di Formula 2 del 1957. Era dotata di un propulsore Coventry-Climax quadricilintrico da 2500 cm³ gestito da un cambio manuale a quattro marce. Tale motore bi-albero a due valvole per cilindro eroga una potenza massima di 220 cv. Il telaio era composto da tralicci di tubi e le sospensioni erano indipendenti con molle elicoidali all'avantreno e con balestre trasversali al retrotreno. I serbatoi di carburante erano posizionati nelle pance laterali della vettura e le ruote erano in lega leggera. I freni erano a disco.

## Attività sportiva
Per la stagione 1959 la T51 venne affidata a diversi team oltre a quello Cooper, ma solo i piloti Jack Brabham, Stirling Moss e Bruce McLaren ottennero rispettivamente due vittorie ciascuno e una vittoria. Alla fine il campionato piloti venne vinto dallo stesso Brabham con 31 punti, mentre quello costruttori andò alla Cooper con 40 punti.